# Möðruvallaháls
Möðruvallaháls är ett berg i republiken Island. Det ligger i regionen Höfuðborgarsvæði, 25 km nordost om huvudstaden Reykjavík. Toppen på Möðruvallaháls är 351 meter över havet.
Runt Möðruvallaháls är det tätbefolkat, med 369 invånare per kvadratkilometer. Närmaste större samhälle är Mosfellsbær, omkring 17 kilometer sydväst om Möðruvallaháls. Trakten runt Möðruvallaháls består i huvudsak av gräsmarker.